# Андрус Олександр Євгенович
Олекса́ндр Євге́нович А́ндрус (нар. 1881, Чита — рік смерті невідомий) — командир полку військ Центральної Ради.

## Життєпис
Народився 1881 року у Читі. Здобув військову освіту в Сибірському кадетському корпусі.
Станом на 1 жовтня 1910 року — поручик 10-го Сибірського резервного Омського полку (м. Омськ). Останнє звання у російській армії — полковник.
У 1917 році — командир полку імені Сагайдачного у Києві.
11 березня 1921 року заарештований в Омську за звинуваченням у контрреволюційній діяльності. 19 березня звільнений з-під варти через недоведеність злочинів.
Подальша доля невідома.
26 листопада 1999 року реабілітований Прокуратурою Омської області за відсутністю складу злочину.